# Hematogen
Hematogen (latinsky Haematogenum, starořecky αἷμα«krev» a γένος — «zrození», rusky Гематоген) je doplněk stravy ve formě připomínající čokoládové tyčinky, doporučovaný jako zdroj železa, vitamínů a aminokyselin. Základní složkou je albumin získávaný z hovězí krve upravené defibrinací, smíchaný s cukrem a sušeným mlékem. Tyčinky se vyrábějí s různými příchutěmi (např. švestková, meruňková, kokosová), použití krve doplňuje sladkost specifickým pikantním aromatem. První pokusy s využitím odpadové krve jatečních zvířat jako léku proti chudokrevnosti prováděl koncem devatenáctého století švýcarský lékař Adolf Hommel, v období mezi světovými válkami se začaly hematogenové tyčinky vyrábět ve velkém v Sovětském svazu a stále jsou v postsovětských zemích oblíbenou pochoutkou; v padesátých letech se neúspěšně experimentovalo s jejich zavedením i v Československu.